# 中國君主世系圖列表
中國君主世系图的範圍以中國的三皇五帝时期至清朝為主，也包含滿洲、蒙古、新疆、西藏等地的少數民族王朝與中國本部（漢地）的割據王朝等。

## 中國本部

### 上古

#### 傳說時代
- 三皇五帝世系图

#### 三代
- 夏朝君主世系图
- 商朝君主世系图
- 周朝君主世系图

#### 先秦列国
- 吴国君主世系图
- 姜齐君主世系图
- 田齐君主世系图
- 鲁国君主世系图
- 燕国君主世系图
- 蔡国君主世系图
- 曹国君主世系图
- 陈国君主世系图
- 杞國君主世系圖
- 卫国君主世系图
- 宋国君主世系图
- 晋国君主世系图
- 楚国君主世系图
- 越国君主世系图
- 郑国君主世系图
- 赵国君主世系图
- 魏國君主世系圖
- 韩国君主世系图
- 中山国君主世系图
- 許國君主世系圖

#### 秦漢
- 秦国君主世系图
- 汉朝皇帝世系图
- 南越国君主世系图
- 新朝皇帝世系图

#### 三國
- 曹魏皇帝世系图
- 孫吴皇帝世系图

### 中古

#### 晉朝
- 晋朝皇帝世系图
- 桓楚皇帝世系图

#### 五胡十六國
- 汉赵皇帝世系图
- 胡夏皇帝世系图
- 成汉皇帝世系图
- 前凉君主世系图
- 后赵冉魏世系图
- 诸燕慕容氏世系图
- 前秦皇帝世系图
- 后秦皇帝世系图
- 西秦君主世系图
- 后凉皇帝世系图
- 南凉君主世系图
- 北凉君主世系图
- 西凉君主世系图
- 北燕皇帝世系图
- 仇池君主世系图
- 鲜卑段氏世系图
- 丁零翟魏世系图
- 独孤部世系图
- 贺兰部世系图

#### 南北朝
- 刘宋皇帝世系图
- 南齐皇帝世系图
- 南梁皇帝世系图
- 南陈皇帝世系图
- 元魏皇帝世系图
- 北齐皇帝世系图
- 北周皇帝世系图

#### 隋唐
- 隋朝皇帝世系图
- 唐朝皇帝世系图

#### 五代十國

##### 五代
- 后梁皇帝世系图
- 后唐皇帝世系图
- 后晋皇帝世系图
- 后汉皇帝世系图
- 后周皇帝世系图

##### 十國
- 杨吴君主世系图
- 南唐皇帝世系圖
- 吴越君主世系图
- 南汉皇帝世系图
- 马楚君主世系图
- 前蜀皇帝世系图
- 后蜀皇帝世系图
- 闽国君主世系图
- 南平君主世系图
- 北汉皇帝世系图

#### 宋朝
- 宋朝皇帝世系图
- 辽朝皇帝世系图
  - 东辽世系图
- 金朝皇帝世系图
- 西夏皇帝世系图

### 近世
- 元朝皇帝世系图
- 明朝皇帝世系图
- 清朝皇帝世系图

### 雲南
- 南诏国世系图
- 大理段氏世系图

## 蒙古高原
- 匈奴单于世系图
- 鲜卑世系图
- 柔然君主世系图
- 突厥可汗世系图
- 薛延陀君主世系图
- 回鹘世系图
- 元朝皇帝世系图

## 滿洲
- 高句丽国世系图
- 渤海国君主世系图
- 金朝皇帝世系图
- 清朝皇帝世系图

## 新疆
- 乌孙昆弥世系图
- 副伏罗部君主世系图
- 阚氏高昌君主世系图
- 麴氏高昌世系图
- 察合台汗國世系图
- 準噶爾汗國世系图

## 青藏
- 烧当羌君主世系图
- 吐谷渾君主世系圖
- 吐蕃世系图
- 薩迦王朝世系图
- 帕竹王朝世系图
- 和碩特汗國世系图

## 参看
- 中国君主列表
- 中国地方政权君主列表
- 中国皇帝
- 中国皇帝登基年龄列表
- 中国皇帝寿命列表
- 中国皇帝在位时间列表
- 太上皇
- 中國太上皇列表
- 中國皇儲列表
- 中國追尊君主列表
- 中国君主母系列表
- 中國皇后及妃嬪列表
- 中國君王諸子女列表
- 中国公主列表
- 中國年號列表
- 中国历史－中国历史年表－中華民國領導人列表－中华人民共和国领导人列表
- 中国朝代－夏－商－周（春秋－戰國）－秦－汉（新）－三国－晋/十六国－南北朝－隋－唐－五代十国－宋－辽－金－西夏 —元－明－清
- 中国士族世系图列表